# All Kinds of Weather
All Kinds of Weather è un album di Red Garland, pubblicato dalla Prestige Records nell'aprile 1959. Il disco fu registrato il 27 novembre 1958 al "Rudy Van Gelder Studio" di Hackensack, New Jersey (Stati Uniti).

## Tracce
Lato A
1. Rain – 4:17 (Eugene Ford, Brian Alexander Morgan, Arthur Swanstrom)
2. Summertime – 4:46 (George Gershwin, Ira Gershwin, DuBose Heyward)
3. Stormy Weather – 10:39 (Harold Arlen, Ted Koehler)

Lato B
1. Spring Will Be a Little Late This Year – 5:45 (Frank Loesser)
2. Winter Wonderland – 5:23 (Felix Bernard, Dick Smith)
3. 'Tis Autumn – 9:07 (Henry Nemo)

## Musicisti
- Red Garland - pianoforte
- Paul Chambers - contrabbasso
- Art Taylor - batteria